# رب‌العالمین
رب - رب‌العالمین

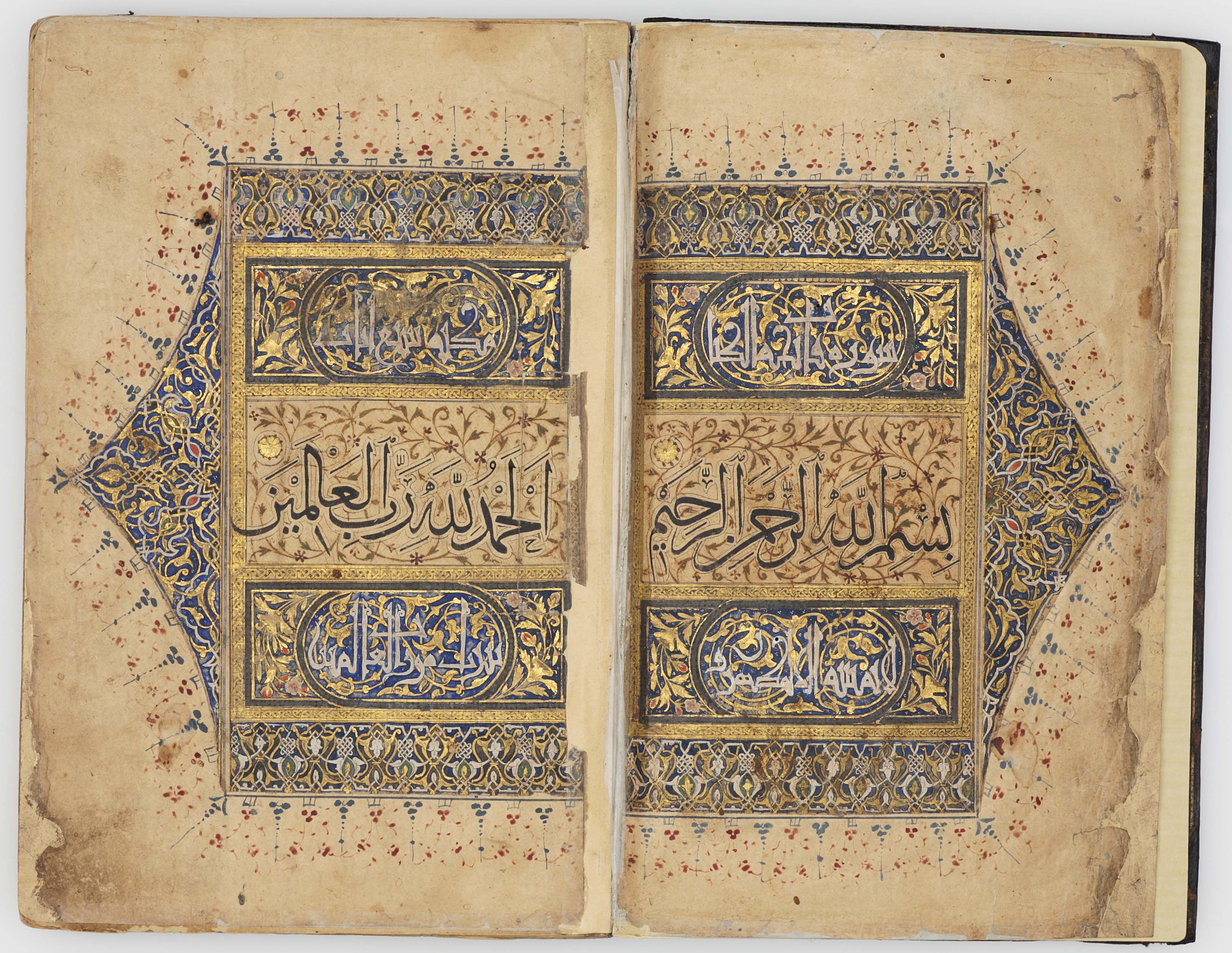
عبارت «الحمدلله رب العالمین» در ابتدای قرآن

"رب"(به انگلیسی: Rabb)، یکی از اسماء خداوند متعال است. در لغت آن را به آفریننده، مالک و مربی تعبیر نموده اند. ترکیب «رب العالمین» نیز به معنای پروردگار جهانیان است که در ابتدای قرآن (آیه اول سوره حمد) آمده است.